# FACE TO FAITH:SONIC AND THE BLACK KNIGHT VOCAL TRAX
『FACE TO FAITH:SONIC AND THE BLACK KNIGHT VOCAL TRAX』（フェイス・トゥ・フェイス:ソニック・アンド・ザ・ブラック・ナイト・ヴォーカル・トラックス）は、2009年4月8日に発売された、Wii用ゲームソフト「ソニックと暗黒の騎士」に使用されている様々なテーマソングが収録されたアルバム。

## 内容
表題曲はメインテーマソング『Knight of the Wind』。シャドウ・ザ・ヘッジホッグ以来およそ4年ぶりにCrush 40がメインテーマを担当することとなった。

## 収録曲
-ORIGINAL TRAX-
1. KNIGHT OF THE WIND
（作詞：Johnny Gioeli　作曲・編曲：瀬上純　ストリングスアレンジ：蓑部雄崇　歌：Crush 40）
メインテーマ
2. FIGHT THE KNIGHT
（作詞：Johnny Gioeli　作曲・編曲：瀬上純　ストリングスアレンジ：Richard Jacques　歌：Crush 40）
VSアーサー王 BGM
3. THROUGH THE FIRE
（作詞：Johnny Gioeli　作曲・編曲：瀬上純　歌：Crush 40）
VS円卓の騎士 BGM
4. WITH ME
（作詞：Johnny Gioeli　作曲・編曲：瀬上純　歌：Emma Gelotte & Tinna Karlsdotter from ALL ENDS feat. Marty Friedman）
最終ボスのテーマソング
5. LIVE LIFE
（作詞：Johnny Gioeli　作曲・編曲：瀬上純　ストリングスアレンジ：蓑部雄崇　歌：Crush 40）
エンディングテーマ

-BONUS TRAX-
1. SEVEN RINGS IN HAND (Fairytales in Trance)
（作詞：runblebee　作曲：床井健一　編曲・歌：Bentley Jones）
オリジナル曲は「ソニックと秘密のリング」メインテーマ
2. WITH ME (Massive Power Mix)
（作詞：Johnny Gioeli　作曲・編曲：瀬上純　歌：Crush 40）

-INSTRUMENTAL TRAX-
1. KNIGHT OF THE WIND
2. WITH ME
3. LIVE LIFE

## ラインナップ
ヴォーカル
Johnny Gioeli (Track 1~3 , 5 , 7)
Emma Gelotte (Track 4)
Tinna Karlsdotter (Track 4)
Bentley Jones (Track 6)
ギター
瀬上純 (Track 1~5 , 7~10)
Marty Friedman (Track 4 , 9)
ベース
種子田健 (Track 1~5 , 7~10)
ドラムス
河村徹 (Track 1 , 2 , 8)
Bobby Jarzombek (Track 3 , 4 , 7 , 9)
Katsuji(Track 5 , 10)
ストリングス
Kimiko Nakagawa Strings (Track 1 , 5)
ピアノ
蓑部雄崇 (Track 5)